# 760 a.C.

## Eventos
- Quinta olimpíada; Ésquines de Élida foi o vencedor do estádio.[1]

- Teleclo rei de Esparta de 760 a.C. até 740 a.C.. Pertenceu à Dinastia Ágida.[2]

## Mortes
- Arquelau rei de Esparta desde 790 a.C., que pertenceu à Dinastia Ágida.[2]